# Gwangju FC
Gwangju FC (kor. 광주 FC) – południowokoreański klub piłkarski, występujący w K League 1. Klub ma siedzibę w mieście Gwangju, w prowincji Jeolla Południowa.